# محوطه و گورستان قزانچال
محوطه و قبرستان قزانچال مربوط به دوران‌های تاریخی پس از اسلام است و در شهرستان آبیک، روستای قزانچال واقع شده و این اثر در تاریخ ۱۲ بهمن ۱۳۸۱ با شمارهٔ ثبت ۷۴۴۳ به‌عنوان یکی از آثار ملی ایران به ثبت رسیده است.